# Kopernica
Kopernica este o comună slovacă, aflată în districtul Žiar nad Hronom din regiunea Banská Bystrica. Localitatea se află la altitudinea de 504 m deasupra n.m., se întinde pe o suprafață de 17,57 km2 și în 2017 număra 426 de locuitori.

## Istoric
Localitatea Kopernica este atestată documentar din 1444.

## Demografie
| An:                | 1994 | 2004   | 2014   | 2024    |
| ------------------ | ---- | ------ | ------ | ------- |
| Număr de persoane: | 411  | 428    | 433    | 384     |
| Diferență:         |      | +4,13% | +1,16% | −11,31% |

| An:                | 2023 | 2024   |
| ------------------ | ---- | ------ |
| Număr de persoane: | 389  | 384    |
| Diferență:         |      | −1,28% |